# Rectorado de la Universidad de Valencia
El Rectorado de la Universidad de Valencia se encuentra situado en la avenida de Blasco Ibáñez número 13 de Valencia, Comunidad Valenciana, España. Es obra del arquitecto valenciano Mariano Peset Aleixandre. Su estilo arquitectónico más característico es el art déco valenciano. 

## Edificio
Es la sede donde el rector de la Universidad de Valencia desarrolla su ejercicio como máxima autoridad de la institución académica. Alberga también distintos servicios centrales de la universidad.
Fue construido para albergar el nuevo edificio de la Facultad de Ciencias de la Universidad de Valencia, en el Paseo de Valencia al Mar, actual avenida de Vicente Blasco Ibáñez. Por otra parte, hay que tener en cuenta que en aquellos momentos las instalaciones del Estudi General de la Universidad, en la calle de la Nave, se encontraban ya anticuadas y se hacía necesario buscar nuevos espacios para albergar nuevas enseñanzas con instalaciones acordes a los nuevos tiempos. 
El edificio es un proyecto inicial del arquitecto vasco José Luis Oriol del año 1908. Estaba planeado en el proyecto su ejecución conjuntamente con la Facultad de Medicina, pero en 1920 el desarrollo de ambos edificios fue dividido en partes independientes. La ejecución de las obras se inició en 1922, finalizandose en 1944. Sufrió diversas interrupciones, entre ellas la propia guerra civil española.
En 1933 la continuación del proyecto y de las obras le fue confiada al arquitecto valenciano Mariano Peset Aleixandre por su hermano Joan Peset, que del año 1932 a 1934 fue rector de la Universidad de Valencia.
Será, por tanto, Mariano Peset Aleixandre el que se encargará del proyecto definitivo redactándolo en 1933 y el que le dará el aspecto y configuración definitivas al edificio. En el momento de hacerse cargo de las obras, solo se habían edificado los sótanos y el zócalo. El edificio supone la obra más destacada del arquitecto Mariano Peset Aleixandre. Se inaugurará finalmente en el año 1944, después de la muerte de su hermano y exrector, Juan Peset Aleixandre, fusilado por la dictadura de Franco tras la guerra civil española el 24 de mayo de 1941, el cual no vio nunca finalizado el edificio. 
A juzgar por los hechos ocurridos con posterioridad, Juan Peset acertó al designar a su hermano como arquitecto del edificio, pues continuó con su ejecución hasta el final, incluso después de la guerra civil, de su convalecencia por una larga enfermedad y del fusilamiento de su propio hermano.
En el edificio destaca su torre de marcado estilo art déco valenciano, respondiendo a la situación en esquina con dos cuerpos unidos por un sector circular, donde, en su interior, está situada una escalera imperial de refinado estilo.
El lenguaje del edificio es quizás lo más complejo. Dentro de una aparente ambigüedad estilística, encontramos una calibrada composición de volúmenes, en el que sobresale la torre que hace la función de rótula sobre la que el edificio gira hacia su lado perpendicular. Esta torre se configura como el cuerpo principal, rematándose con un observatorio. El aspecto es robusto y monumental, donde se enfatizan espacios relevantes como el vestíbulo, la escalera y los accesos.
Pese a que se le han atribuido rasgos relacionados con el expresionismo alemán, el neomedievalismo o el estilo vienés tardío, este edificio nos remite a las óperas primas de un Behrens, un Oud, e incluso a las construcciones de los regímenes totalitarios europeos que cuestionaban el movimiento moderno, como las de Albert Speer y Troost.l, rematándose con un observatorio. El aspecto es robusto y monumental, donde se enfatizan espacios relevantes como el vestíbulo, la escalera y los accesos.
En las fachadas y en el interior del propio edificio se aprecian una mezcla de lenguajes arquitectónicos, oscilando entre el art déco valenciano, un clasicismo simplificado y una refinada yuxtaposición de volúmenes, heredera de la corriente modernista austriaca Sezession y los escalonamientos de la Wiener Werkstätte. Esta pluralidad de estilos se debe también a lo dilatado en el tiempo de la ejecución del proyecto y la finalización definitiva de la construcción del edificio.
El edificio es rehabilitado por la universidad en el año 2000 como sede del Rectorado y de los Servicios Centrales por los arquitectos Luis Carratalá Calvo y Antonio Escario Martínez, actuación que finalizaría en el año 2002.